# عمار ابو علیقه
عمار ابو علیقه (عربی: عمار ابو عليقة؛ زادهٔ ۱۳ مارس ۱۹۸۵) بازیکن فوتبال اهل اردن است.
از باشگاه‌هایی که در آن بازی کرده‌است می‌توان به باشگاه ورزشی الرمثا اشاره کرد.
وی همچنین در تیم‌های ملی فوتبال زیر ۲۳ سال اردن و اردن بازی کرده‌است.